# Ludwik Zakrzewski
Ludwik Zakrzewski (ur. 1837 w Przeworsku, zm. 1919 w Dąbrowa Tarnowska) – ziemianin, działacz i organizator lokalnego samorządu.

## Życiorys
Przybył do Dąbrowy Tarnowskiej w 1862. Wraz z chłopami organizował działania mające na celu wyzwolenie Polski z niewoli wpajając ludziom patriotyzm. Należał do czołówki wybitnych działaczy, uczestników oraz organizatorów powstania styczniowego. Dyrektor i organizator Towarzystwa Zaliczkowego, partii powstańczych, oddziałów konnych i pieszych. Aktywizował swym przykładem środowisko wiejskie i miejskie zyskując przy tym zaufanie ludzi oraz szacunek całego tutejszego społeczeństwa. Był ściśle związany z ruchem ludowym, jak też należał do działaczy i organizatorów władz samorządowych w mieście i w powiecie.